# Tetraponera schulthessi
Tetraponera schulthessi é uma espécie de formiga do gênero Tetraponera, pertencente à subfamília Pseudomyrmecinae.